# Forensic Toolkit
Forensic Toolkit, ou FTK, é um software de computação forense desenvolvido pela AccessData. O software scanneia o
disco rígido procurando por várias informações. Poderá localizar emails apagados e scannear um disco por palavras e usá-las como um dicionário de senhas (dictionary password) para quebrar encriptação.
Esse conjunto de ferramentas inclui um programa de imagem de disco chamada FTK Imager. O FTK Imager é uma ferramenta simples porém conscisa. O FTK Image salva uma imagem do disco rígido em um arquivo ou em segmentos que podem ser reconstruídos
posteriormente. Este calcula valores MD5 e confirma a integridade dos dados antes de fechá-los. O resultado é um
arquivo de imagem (ou vários) que podem ser salvos em diversos formatos, incluindo DD raw.